# 5-Androstenediol
El 5-Androstenediol (androst-5-ene-3beta,17beta-diol o 5-AED) es uno de dos androstenedioles. Su potencial como una contramedida para la radiación fue introducido por el Instituto de Investigación de Radiobiología de las Fuerzas Armadas (Armed Forces Radiobiology Research Institute) (AFRRI) y, posteriormente, estudiado por AFRRI y Hollis-Eden Pharmaceuticals bajo el nombre comercial de Neumune para el tratamiento de síndrome de irradiación aguda.
Los ensayos clínicos en monos Rhesus fueron exitosos. De acuerdo con un informe de Hollis-Eden, sólo el 12.5% de los 40 animales tratados con Neumune murieron versus 32.5 en el grupo placebo.
Hollis-Eden había solicitado un contrato del Gobierno de EE. UU. bajo la Petición BioShield de Propuestas para contramedidas de radiación (BioShield Request for Proposals) (RFP). Después de ser alentado durante 2,5 años que Neumune estaba en el rango competitivo, el 9 de marzo de 2007, el RFP fue cancelado por el HHS. De acuerdo con el HHS, "el producto ya no estaba en el rango competitivo". Ninguna otra explicación fue dada. Como resultado, Hollis-Eden se ha retirado del campo de contramedidas de radiación.
El 5-Androstenediol es un metabolito directo del esteroide más abundante producido por la corteza suprarrenal humana, la dehidroepiandrosterona (DHEA). El 5-Androstenediol es menos androgénicos que el 4-androstenediol, y estimula el sistema inmunológico. Cues es administrado a ratas in vivo, el 5-androstenediol tiene aproximadamente 1/70 la androgenicidad de la DHEA, 1/185 la androgenicidad de la androstenediona, y 1/475 la androgenicidad de la testosterona. El valor de la 5-AED como una contramedida para la radiación es basado principalmente en su estimulación de la producción de glóbulos blancos y plaquetas.

## Biosíntesis

Esteroidogénesis, con el 5-Androstenediol en la parte inferior izquierda.